# Кряж (аэродром)
Кряж — военный аэродром на юго-западной окраине г. Самара. Расположен в Куйбышевском районе города, в 2,5 км к юго-востоку от железнодорожной станции Кряж.
Ныне используется как спортивный аэродром, здесь базируется аэроклуб филиала ФАУ МО РФ ЦСКА – ЦСК ВВС (3 самолёта Ан-2, 9 вертолётов Ми-2, 3 самолёта Як-54, 1 самолёт Як-52,  1 вертолёт Ми-8МТ, 1 вертолёт Ми-8МТВ2). Часть воздушных судов центра находится на грунтовом аэродроме Рождествено, расположенном в 15 км севернее. В центре осуществляется полный цикл подготовки спортсменов-парашютистов (от новичков до спортсменов высшей квалификации, включая специалистов парашютно-десантной и поисково-спасательной службы ВВС). Регулярно проводится подготовка сборной команды ВВС по парашютному спорту.
Власти Самарской области планируют решить с Министерством Обороны России вопрос о закрытии аэродрома, а его территорию застроить жилыми зданиями.

## История
Аэродром существует с 1930-х годов. Построен силами заключённых Безымянлага В годы Великой Отечественной войны являлся одним из аэродромов 5-го запасного авиаполка 1-й запасной авиабригады ВВС Приволжского военного округа. На аэродроме проходили практическую подоготовку полки штурмовой авиации на Ил-2.
В 1960-е годы аэродром (здесь тогда базировались транспортные самолёты Ил-14) привлекался к участию в поисково-спасательном обеспечении посадок первых советских космонавтов (которые производились в Среднем Поволжье). До конца 1960-х годов на аэродроме не было искусственной ВПП, поэтому в весенний и осенний период аэродром размокал и был непригоден к эксплуатации, в такие периоды самолёты с аэродрома Кряж временно перебазировались на гражданский аэродром Смышляевка.
12 апреля 1961 года с аэродрома Кряж вылетел самолёт Ил-14, который доставил после исторического полёта в космос первого космонавта Земли Юрия Алексеевича Гагарина из Энгельса на куйбышевский аэродром «Безымянка».
В 1970—1990-х годах на аэродроме базировались:
- отдельный смешанный авиаотряд (войсковая часть 40812), на вооружении которого состояли самолёты Ан-24, Ан-26, Ан-72, Ту-134, вертолёты Ми-8, Ка-50 (в 1998 году отряд расформирован);
- 144-я отдельная смешанная авиационная эскадрилья (144 ОСАЭ) 28-й дивизии ПВО (войсковая часть 29666).

## Авиапроисшествия
25 января 1997 года в сложных метеоусловиях (ограниченная видимость из-за выпадения мокрого снега, сильный ветер) взлётающий самолёт Ан-24 зацепил колесами шасси снежный бруствер на краю ВПП и рухнул на заснеженное лётное поле. По счастливой случайности не произошло возгорания керосина, хотя баки были полны. Находившиеся на борту самолёта люди (экипаж и хоккейная команда ЦСК ВВС) сумели быстро покинуть самолёт через аварийные двери и запасные выходы.